# Richard Douma

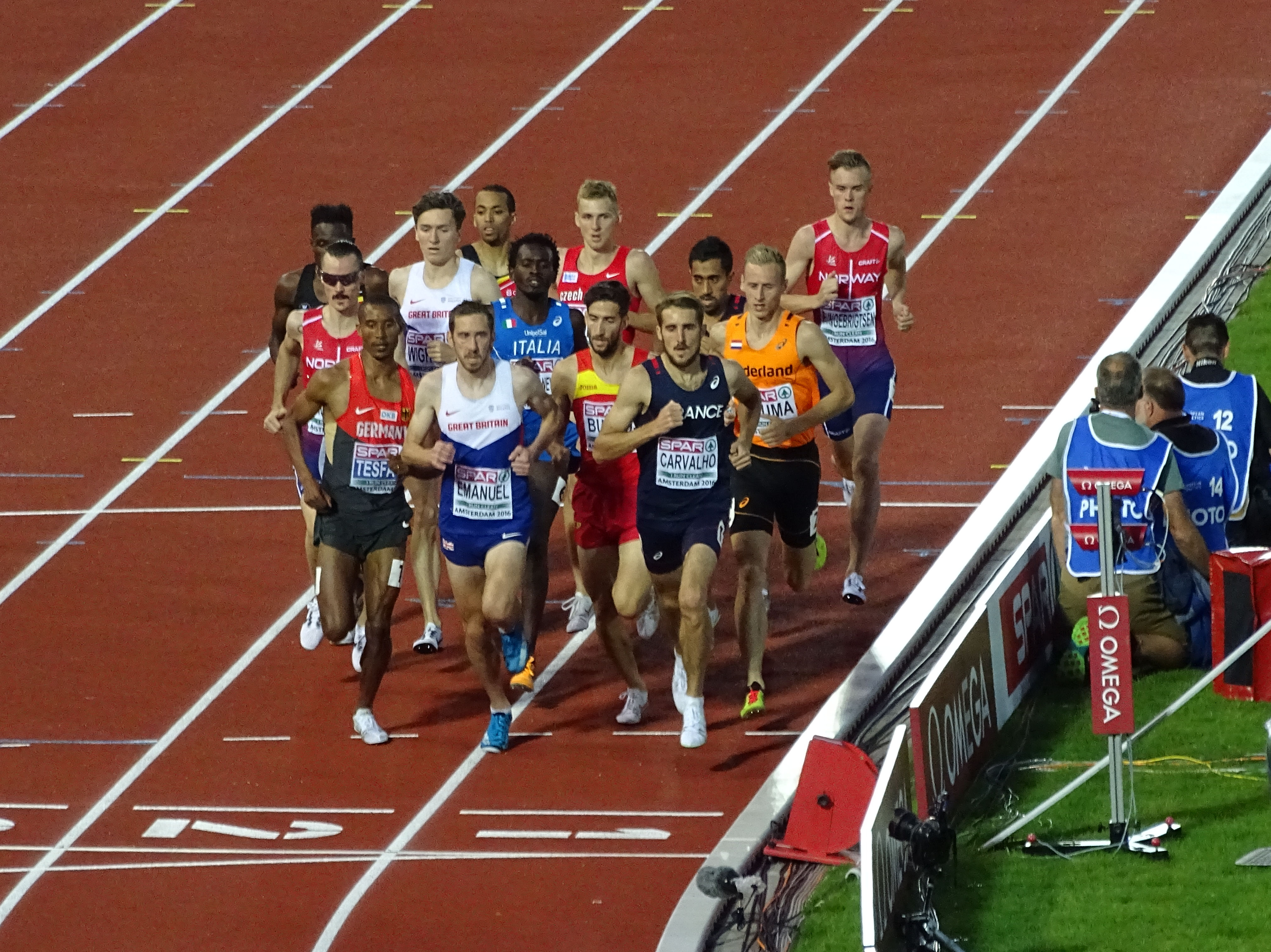
Richard Douma (midden rechts) tijdens de finale van de 1500 m op het EK van 2016 in Amsterdam.

Richard Douma (Zaandam, 17 april 1993) is een Nederlandse atleet, die zich sinds zijn seniorentijd heeft toegelegd op de middellange afstanden. Hij veroverde tot nu toe vier nationale titels. Richard Douma maakt deel uit van het NN Running Team.

## Loopbaan
Douma richtte zich als junior aanvankelijk vooral op de 3000 m steeple en de 5000 m, maar schuwde ook het lopen op de weg niet. Bij de nationale juniorenkampioenschappen veroverde hij op de steeple enkele medailles, maar geen titels. Dat lukte hem wel op verschillende andere onderdelen. Zijn laatste jaar als junior was tegelijk zijn meest succesvolle, want in 2012 verzamelde hij bij de A-junioren niet minder dan vier Nederlandse titels. Zo werd hij indoorkampioen op de 1500 en de 3000 m, behaalde hij bij de baankampioenschappen voor junioren de titel op de 5000 m en werd hij in Utrecht tijdens de Singelloop juniorkampioen op de 10 km.
Vanaf 2013, het jaar waarin hij senior werd, specialiseerde Richard Douma zich echter op de 800 en 1500 m en in beide disciplines behaalde hij op Nederlandse kampioenschappen zowel in- als outdoor diverse successen, met als hoogtepunt zijn eerste titel bij de senioren op de 1500 m indoor in 2016.
Internationale ervaring deed Douma op bij verschillende Europese kampioenschappen voor U23-atleten in 2013 en 2015. Zijn beste prestatie op dit gebied was de achtste plaats op de 1500 m, die hij behaalde op de EK U23 in 2015.
In 2016 nam hij voor het eerst deel aan een internationaal toernooi voor senioren. Op de Europese kampioenschappen in Amsterdam bleek hij op de 1500 m in de finale uitstekend mee te kunnen komen, maar kwam hij op de finish net 0,14 seconde tekort om een medaille te pakken.
In 2020 evenaarde Douma het Nederlands record op de 10 km tijdens de 10 kilometer-wedstrijd in Valencia in een tijd van 28.08. Daarmee ging hij even hard als Abdi Nageeye in de Brunssumse Parelloop van 2013.
In 2021 liep Douma een Nederlands record op de 5km tijdens een wedstrijd in Monaco en liep 13.27.

## Nederlandse kampioenschappen
Outdoor
| Onderdeel                 | Jaar                   |
| ------------------------- | ---------------------- |
| 1500 m                    | 2018, 2019, 2020, 2021 |
| 5000 m                    | 2022                   |
| 10 km                     | 2021, 2024             |
| veldlopen (korte afstand) | 2018                   |

Indoor
| Onderdeel | Jaar |
| --------- | ---- |
| 1500 m    | 2016 |

## Persoonlijke records
Baan
| Discipline     | Prestatie | Datum            | Plaats         |
| -------------- | --------- | ---------------- | -------------- |
| 800 m          | 1.47,88   | 17 juni 2017     | Leiden         |
| 1000 m         | 2.24,26   | 9 mei 2015       | Lisse          |
| 1500 m         | 3.35,77   | 16 juli 2016     | Heusden-Zolder |
| 1 Eng. mijl    | 3.57,60   | 22 juli 2016     | Londen         |
| 3000 m         | 8.05,45   | 18 augustus 2018 | Göteborg       |
| 5000 m         | 14.03,04  | 25 juni 2022     | Apeldoorn      |
| 3000 m steeple | 8.40,28   | 12 juni 2021     | Nice           |

Weg
| Discipline     | Prestatie     | Datum             | Plaats    |
| -------------- | ------------- | ----------------- | --------- |
| 5 km           | 13.27 (ex-NR) | 14 februari 2021  | Monaco    |
| 10 km          | 28.08 (ex-NR) | 12 januari 2020   | Valencia  |
| 15 km          | 43.18         | 20 november 2022  | Nijmegen  |
| 10 Eng. mijl   | 48.18         | 17 september 2022 | Amsterdam |
| halve marathon | 1:02.23       | 13 maart 2022     | Gent      |
| marathon       | 2:11.21       | 19 februari 2023  | Sevilla   |

Indoor
| Discipline  | Prestatie | Datum            | Plaats    |
| ----------- | --------- | ---------------- | --------- |
| 800 m       | 1.48,90   | 16 februari 2019 | Apeldoorn |
| 1500 m      | 3.41,51   | 10 februari 2017 | Toruń     |
| 1 Eng. mijl | 4.05,47   | 15 februari 2017 | Athlone   |
| 3000 m      | 8.44,67   | 12 februari 2012 | Apeldoorn |

## Palmares

### 800 m
- 2015:  NK indoor – 1.49,19
- 2016:  NK – 1.48,42

### 1500 m
- 2013: 12e EK U23 te Tampere - 3.54,62 (in serie 3.43,91)
- 2013:  NK – 3.52,80
- 2015:  NK – 4.03,50
- 2015: 8e EK U23 te Tallinn - 3.46,29 (in serie 3.45,54)
- 2016:  NK indoor – 3.47,38
- 2016: 4e EK te Amsterdam - 3:47,32 (in serie 3:39,80)
- 2017: 7e in serie EK indoor - 3.53,14
- 2018:  NK - 3.58,34
- 2019:  NK - 3.51,99
- 2020:  NK - 3.45,43
- 2021:  NK - 3.37,81

### 5000 m
- 2022:  NK - 14.03,04

### 8 km
- 2024:  Acht van Apeldoorn - 22.56

### 10 km
- 2014: 10e NK - 30.13
- 2021:  NK - 29.22
- 2024:  NK - 28.45

### 15 km
- 2022: 7e Zevenheuvelenloop - 43.18
- 2023: 21e Zevenheuvelenloop - 45.49

### halve marathon
- 2022: 12e Halve marathon van Gent - 1:02.23

### marathon
- 2022: 11e Rotterdam Marathon - 2:12.21
- 2022: DNF marathon van Amsterdam
- 2023 20e marathon van Amsterdam - 2:14.57

### veldlopen
- 2015: 22e EK U23 - 24.11
- 2016: 8e Sylvestercross - 36.41
- 2018:  NK (korte afstand) - 8.38

### overige afstanden
- 2017: 10e 4 Mijl van Groningen - 19.00
- 2018: 10e Parelloop - 29.14
- 2020:  Acht van Apeldoorn - 22.48
- 2022: 14e Dam tot Damloop - 48.18
- 2023:  Acht van Apeldoorn - 22.41
- 2023: 12e Dam tot Damloop - 47.39